# Misiunea Capricorn Unu
Misiunea Capricorn Unu (titlu original: Capricorn One) este un film thriller științifico-fantastic din 1977 care prezintă o falsă aterizare pe planeta Marte. Acest film a fost scris și regizat de către Peter Hyams și produs de compania Lew Grade's ITC Entertainment pentru Warner Bros.
Cu toate că tematica principală a filmului Capricorn One este cea a unui thriller tipic anilor 1970 despre teoria conspirației guvernamentale, similar filmului ulterior al lui Hyams  Outland, povestea a fost inspirată din acuzațiile că aselenizarea Apollo a fost o farsă.

## Povestea
Într-o perioadă de timp nedeterminată, nava spațială Capricorn One se află pe rampa de lansare, fiind prima misiune cu echipaj uman spre Marte. Autoritățile NASA, inclusiv Dr. James Kelloway (Hal Holbrook), își dau seama că un defect la sistemul de susținere a vieții va ucide astronauții în timpul zborului. Cum programul spațial cu echipaj are nevoie de un succes pentru a putea continua, ei decid să falsifice aterizarea, mai degrabă decât să anuleze misiunea.
Cu câteva minute înainte de lansare, echipajul dezorientat format din colonelul Charles Brubaker (James Brolin), locotenent-colonelul Peter Willis (Sam Waterston) și comandantul John Walker (O. J. Simpson) sunt scoși din Capricorn One și transportați cu avionul la o bază militară abandonată din deșert. Continuă procedurile standard de lansare, dar publicul nu știe că nava este goală. La baza secretă, astronauții sunt informați că vor ajuta la realizarea unui film fals despre așa-zisul lor zbor către Marte și că este de datoria lor patriotică să participe de dragul moralului național și prestigiului. Inițial ei refuză, dar Kelloway îi amenință că familiile lor vor păți ceva dacă nu cooperează.
Astronauții rămân în captivitate în timpul zborului și este filmată aterizarea (amartizarea) pe Marte într-un studio aflat în bază. Conspirația este cunoscută doar de câțiva funcționari, printre care tehnicianul Elliot Whitter (Robert Walden) cel care controlează de la sol transmisiile echipajului și datele de telemetrie primite de la nava spatiala pe care le mixează. Whitter dispare misterios înainte de a putea să spună mai multe jurnalistului și prietenului său Robert Caulfield (Elliott Gould). Caulfield descoperă că toate dovezile privind existența prietenului său au fost șterse astfel încât începe o misiune de investigare, supraviețuind mai multor atacuri împotriva lui însuși și împotriva reputației sale.  
La întoarcerea în atmosfera Pământului, nava spațială goală ia foc pe neașteptate din cauza unui scut termic defect. Astronauții își dau seama că acum vor fi ținuți captivi toată viața și evadează. Ei rătăcesc prin deșert încercând să se întoarcă la civilizație. În acest timp ei sunt urmăriți de o pereche de elicoptere negre. Brubaker este singurul care nu este prins.
Investigația lui Caulfield îl duce în deșert, unde găsește baza militară. Cu ajutorul pilotului Albain (Telly Savalas), el îl salvează pe Brubaker înainte ca oamenii din elicopterele să-l prindă sau să-l ucidă.
Filmul se încheie cu Caulfield și Brubaker care relatează întreaga conspirație în fața camerelor de televiziune și a zeci de martori.

## Distribuția
- Elliott Gould ... Robert Caulfield

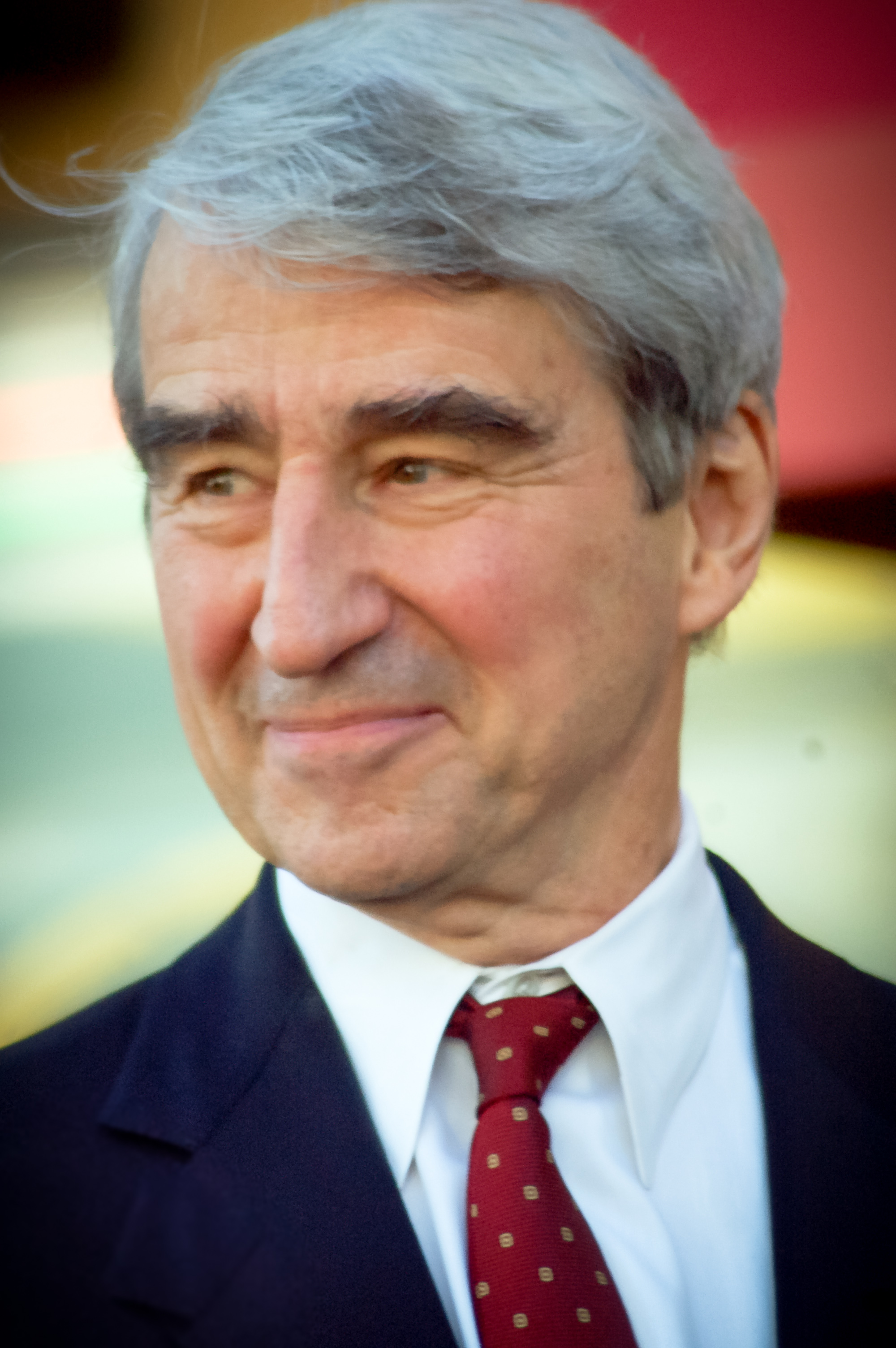
Sam Waterston este Locotenent Colonel Peter Willis

- James Brolin ... Colonelul Charles Brubaker, USAF
- Sam Waterston ... Locotenentul Colonel Peter Willis, USAF
- O. J. Simpson ... Comandantul John Walker, USN
- Hal Holbrook ... Dr. James Kelloway
- Brenda Vaccaro ... Kay Brubaker
- Karen Black ... Judy Drinkwater
- David Doyle ... Walter Loughlin
- Robert Walden ... Elliot Whitter
- Telly Savalas ... Albain
- David Huddleston ... Congresmanul Hollis Peaker
- Lee Bryant ... Sharon Willis
- Denise Nicholas ... Betty Walker
- James Sikking ...  Jim Sikking
- Alan Fudge ... Capsule Communicator
- James Karen ... Vicepreședintele Price
- Virginia Kaiser ... Phyllis Price
- Nancy Malone ... Emily Peaker
- Hank Stohl ... Generalul Enders
- Norman Bartold ... Președintele
- Darrell Zwerling ... Dr. Bergen
- Milton Selzer ... Dr. Burroughs
- Lou Frizzell ... Horace Gruning
- Chris Hyams ... Charles Brubaker, Jr.
- Seanna Marre ... Sandy Brubaker
- Paul Picerni ... Jerry
- Barbara Bosson ... Alva Leacock
- Paul Haney ... Paul Cunningham
- Jon Cedar ... Agent FBI nr. 1
- Steve Tannen ... Un om din Hangar nr. 1
- Trent Dolan ... Un om din Hangar nr. 2
- Todd Hoffman ...  Mark Hughes)
- Marty Anka ... Bartender ( Marty)
- Ken White ... Tehnician
- John Hiscock ... Reporter nr. 1
- Bridget Byrne ... Reporter nr. 2
- Colin Dangaard ... Reporter nr. 3
- James Bacon ... Reporter nr. 4
- Sandy Davidson ... Reporter NASA
- Ron Cummins ... Agent FBI nr. 2
- Dennis O'Flaherty ... Agent FBI nr. 3
- Frank Farmer ... polițist
- Monty Jordan ...  pilot pe un elicopter al armatei (necreditat)

## Influențe
Două romane au fost scrise pe baza acestui film de către doi scriitori diferiți.  Ken Follett (sub pseudonimul Bernard L. Ross) a publicat în Marea Britanie, o altă lucrare a fost scrisă de Ron Goulart și publicată în Statele Unite.

## Vezi și
- A Funny Thing Happened on the Way to the Moon, documentar din 2001
- Listă de filme despre teorii conspirative